# City-Pier-City Loop 2006
De 32e editie van de City-Pier-City Loop vond plaats op zaterdag 25 maart 2006.
Winnaar bij de mannen werd de Keniaan Moses Kipkosgei Kigen met een tijd van 1:01.17. Hij had een voorsprong van vier seconden op zijn landgenoot Solomon Bushendich en zeventien op de als derde finishende Kimattai Kimwole, eveneens uit Kenia. Snelste vrouw was de Hongaarse Simona Staicu (1:12.49).
De wedstrijd was deze editie ook het toneel van het Nederlands kampioenschap halve marathon. Koen Raymakers was met een twaalfde plaats in 1:04.13 de eerste Nederlander en veroverde hiermee de nationale titel. Bij de vrouwen was dat Selma Borst, die met haar 1:13.31 bij de vrouwen als tweede overall finishte.

## Uitslagen

### NK mannen
| rang   | atleet         |
| ------ | -------------- |
| Goud   | Koen Raymakers |
| Zilver | Michel Butter  |
| Brons  | Luc Krotwaar   |

### NK vrouwen
| rang   | atleet           |
| ------ | ---------------- |
| Goud   | Selma Borst      |
| Zilver | Kristijna Loonen |
| Brons  | Merel de Knegt   |

### Mannen
| pos. | atleet                | land      | tijd    |
| ---- | --------------------- | --------- | ------- |
| 1    | Moses Kipkosgei Kigen | Kenia     | 1:01.17 |
| 2    | Solomon Bushendich    | Kenia     | 1:01.21 |
| 3    | Kimattai Kimwole      | Kenia     | 1:01.34 |
| 4    | Patrick Ivuti         | Kenia     | 1:01.50 |
| 5    | William Chebon Chebor | Kenia     | 1:01.53 |
| 6    | Ridouanne Harroufi    | Marokko   | 1:01.55 |
| 7    | James Mwangi          | Kenia     | 1:02.16 |
| 8    | Sammy Chumba          | Kenia     | 1:02.45 |
| 9    | Peter Kiprotich       | Kenia     | 1:02.47 |
| 10   | David Mutai           | Kenia     | 1:03.36 |
| 11   | Tom Van Hooste        | België    | 1:03.53 |
| 12   | Koen Raymakers        | Nederland | 1:04.13 |
| 13   | Robert Cheboror       | Kenia     | 1:05.05 |
| 14   | Michel Butter         | Nederland | 1:05.25 |
| 15   | Augustin Togom        | Kenia     | 1:05.52 |
| 16   | Luc Krotwaar          | Nederland | 1:05.59 |
| 17   | Slavko Petrovic       | Kroatië   | 1:06.07 |
| 18   | Haille Mekonnen       | Ethiopië  | 1:06.47 |
| 19   | Hugo van den Broek    | Nederland | 1:07.12 |
| 20   | Henrik Sandstad       | Noorwegen | 1:07.24 |

### Vrouwen
| pos. | atleet           | land      | tijd    |
| ---- | ---------------- | --------- | ------- |
| 1    | Simona Staicu    | Hongarije | 1:12.49 |
| 2    | Selma Borst      | Nederland | 1:13.31 |
| 3    | Lisa Wiklund     | Zweden    | 1:16.52 |
| 4    | Kristijna Loonen | Nederland | 1:18.22 |
| 5    | Merel de Knegt   | Nederland | 1:18.49 |
| 6    | Barbara Zutt     | Nederland | 1:19.58 |
| 7    | Pernila Karlsson | Zweden    | 1:21.30 |
| 8    | Brigitte Mulder  | Nederland | 1:22.01 |
| 9    | Fa Adda          | Nederland | 1:27.01 |
| 10   | Ellen de Groot   | Nederland | 1:27.37 |

1975 ·
1976 ·
1977 ·
1978 ·
1979 ·
1980 ·
1981 ·
1982 ·
1983 ·
1984 ·
1985 ·
1986 ·
1987 ·
1988 ·
1989 ·
1990 ·
1991 ·
1992 ·
1993 ·
1994 ·
1995 ·
1996 ·
1997 ·
1998 ·
1999 ·
2000 ·
2001 ·
2002 ·
2003 ·
2004 ·
2005 ·
2006 ·
2007 ·
2008 ·
2009 ·
2010 ·
2011 ·
2012 ·
2013 ·
2014 ·
2015 ·
2016 ·
2017 ·
2018 ·
2019 (afgelast) ·
2020 ·
2021 (afgelast) ·
2022 ·
2023 ·
2024
1992 · 
1993 · 
1994 · 
1995 · 
1996 · 
1997 ·
1998 ·
1999 · 
2000 · 
2001 · 
2002 · 
2003 · 
2004 · 
2005 · 
2006 · 
2007 · 
2008 · 
2009 · 
2010 · 
2011 · 
2012 · 
2013 · 
2014 · 
2015 · 
2016 ·
2017 ·
2018 ·
2019 ·
2022 ·
2023